# Villa Dürkopp

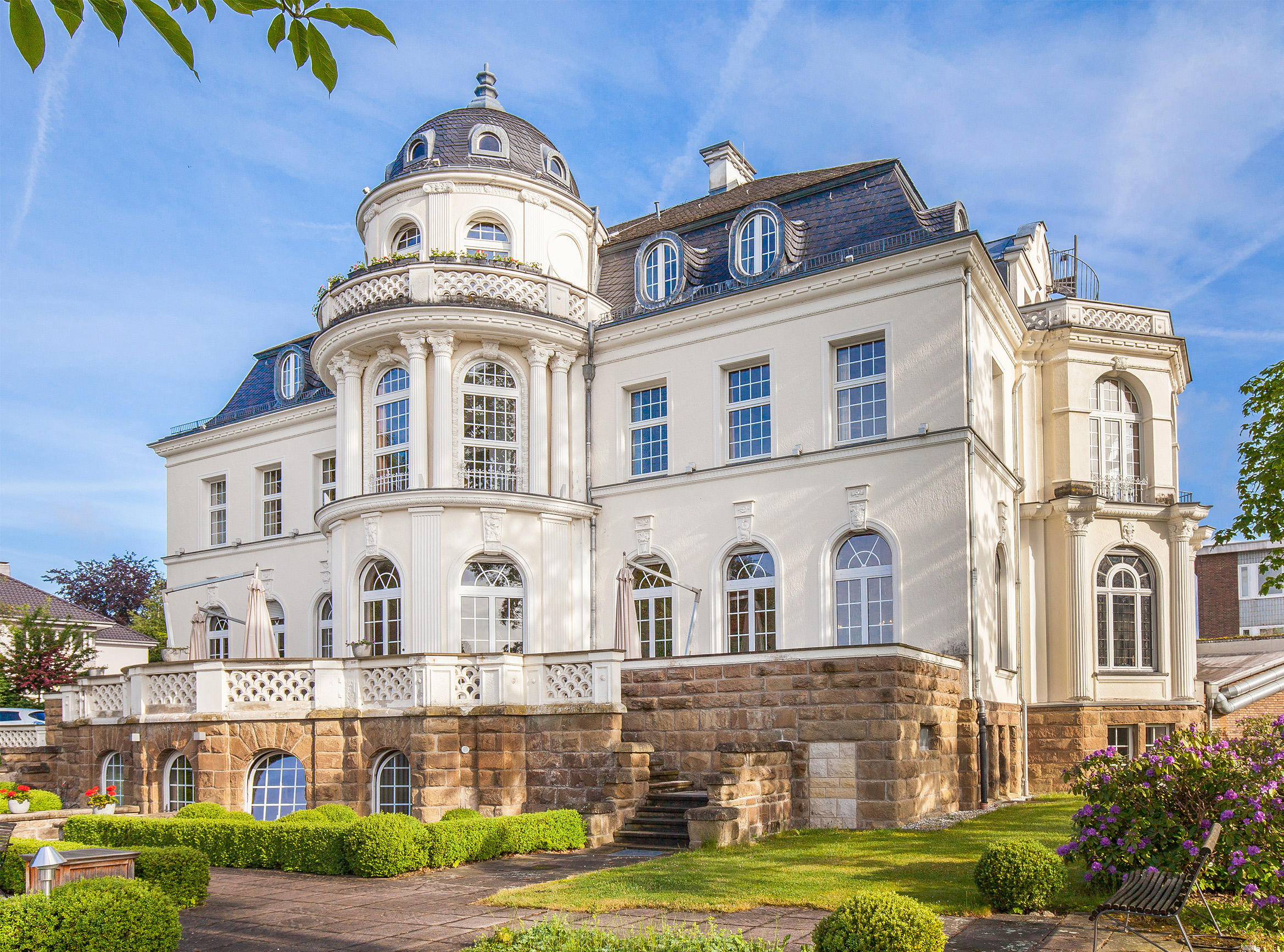
Villa Dürkopp (2015)

Die Villa Dürkopp ist eine Jugendstilvilla in Bad Salzuflen. Sie wurde 1917 als Wohnsitz des Bielefelder Fabrikanten Nikolaus Dürkopp fertiggestellt und diente später als Hotel und Erholungsheim. Heute ist ein Hotel in der Villa untergebracht.

## Lage und Geschichte
Das nach einem Entwurf des Herforder Architekten Wilhelm Köster (1860–1946) zwischen 1914 und 1917 errichtete Villa steht etwa ein Kilometer nördlich der Salzufler Innenstadt, zwischen der Exterschen Straße im Osten, der Goethestraße im Süden und der Obernbergstraße im Westen, dort, wo früher das marode Salzufler Schützenhaus stand. Sie wurde als Alterswohnsitz des Bielefelder Fabrikanten Nikolaus Dürkopp (* 26. Februar 1842 in Herford; † 25. Juni 1918 in Bad Salzuflen) erbaut.
Nach dem Tode Dürkopps im Jahr 1918 eröffnete seine Witwe Emilie in der Villa ein Café und verpachtete es als Hotel Restaurant Pension Roseneck. 1929 war „Das vornehme, behagliche Hotel in schönster und ruhigster Lage“ in Besitz von Otto Feitsch. Das Reichsbahn-Kameradschaftswerk kaufte die Villa mit dem sie umgebenden parkähnlichen Gartengrundstück 1941 und nutzte es während der Kriegswirren als Kindererholungsheim.
Die Villa ist als Baudenkmal mit der Nummer 2 in die Denkmalliste der Stadt Bad Salzuflen im nordrhein-westfälischen Kreis Lippe eingetragen. Die Eintragung erfolgte am 12. Juli 1983.
Das neubarocke Anwesen umfasst neben der eigentlichen Villa drei in den 1960er Jahren entstandene Nebengebäude, die heute ebenfalls unter Denkmalschutz stehen.

Alte Innenansichten
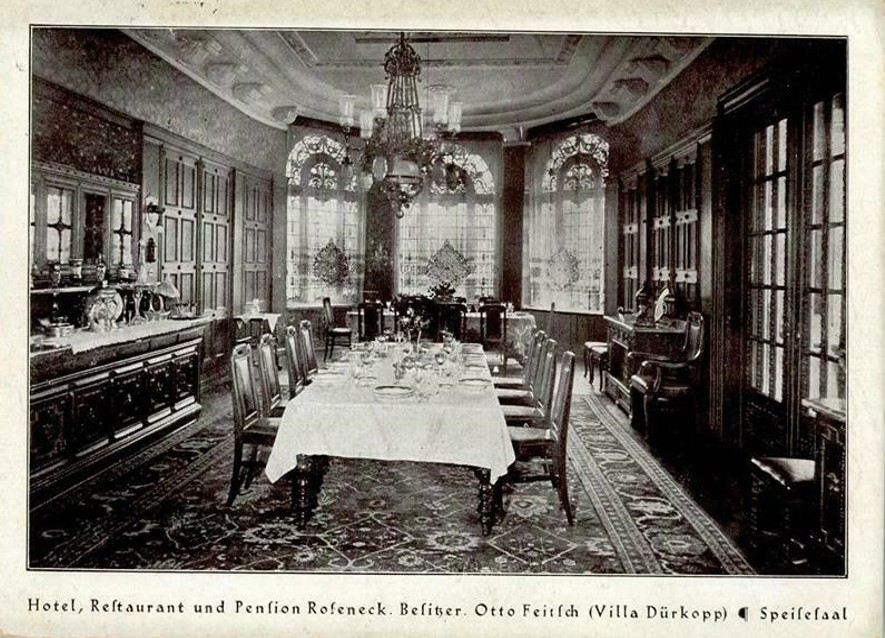
Speisesaal
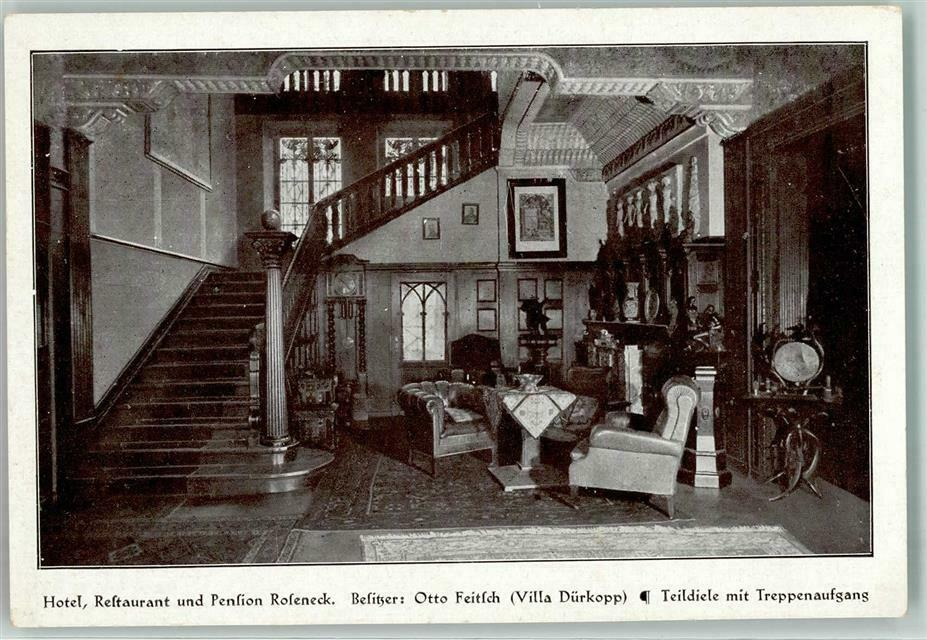
Treppenhaus
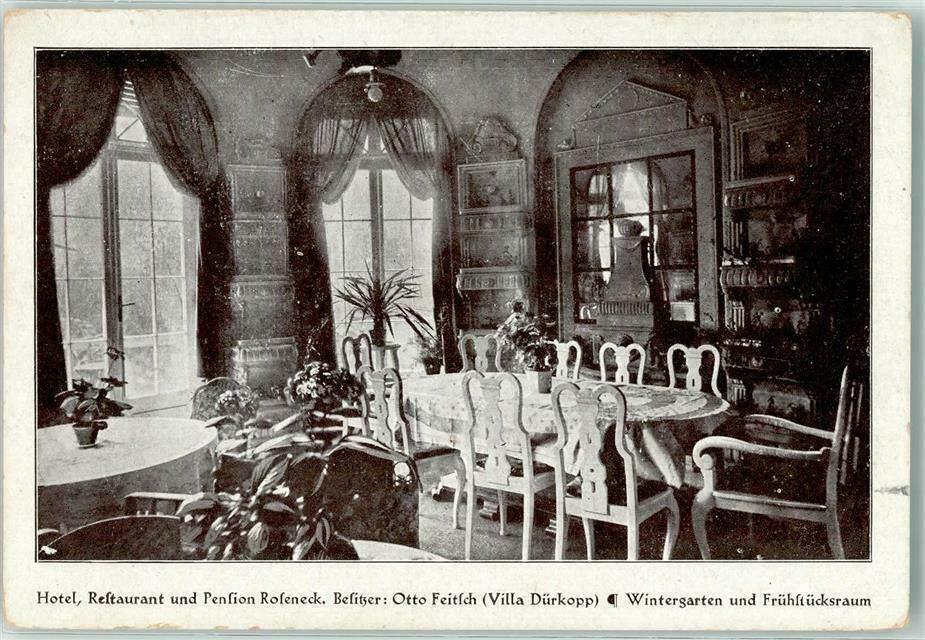
Wintergarten

Zum einhundertsten Geburtstag wurde die Jugendstilvilla rundum saniert. Sie wird heute als Hotel Villa Dürkopp von der Stiftung Bahn-Sozialwerk betrieben und ist mit ihren hohen Räumen, stilvollen Kronleuchtern und bunt ornamentierten Fenstern frei zugänglich.